# ブラン・ニュー・ダンス
| 専門評論家によるレビュー         | 専門評論家によるレビュー |
| レビュー・スコア                 | レビュー・スコア         |
| 出典                             | 評価                     |
| -------------------------------- | ------------------------ |
| オールミュージック               | [ 1 ]                    |
| シカゴ・トリビューン             | [ 2 ]                    |
| エンターテイメント・ウィークリー | A                        |
| MusicHound                       | 3/5                      |
| Select                           | [ 5 ]                    |

『ブラン・ニュー・ダンス』(Brand New Dance) は、1990年10月16日にリリースされたエミルー・ハリスのアルバム。 リチャード・ベネットとアラン・レイノルズがプロデュースしたこのアルバムには、ブルース・スプリングスティーンの "Tougher Than the Rest" やデイブ・マレットの "Red、Red Rose" のカバーなどの多岐にわたるコレクションが取り混ぜられている。売れ行きは良かったもののハリスのスタジオアルバムとしては15年ぶりにトップ40のシングルを獲得できず、数年後にハリスがカントリーの主流音楽から離れてゆく予兆となっていた。 

## トラックリスト
| #   | タイトル                                                                                            | 作詞 | 作曲・編曲 | 時間 |
| --- | --------------------------------------------------------------------------------------------------- | ---- | ---------- | ---- |
| 1.  | 「Wheels of Love」(Marjy Plant)                                                                     |      |            | 2:41 |
| 2.  | 「Tougher Than the Rest」(Bruce Springsteen)                                                        |      |            | 4:59 |
| 3.  | 「In His World」(Kostas, Leigh Reynolds)                                                            |      |            | 4:14 |
| 4.  | 「Sweet Dreams of You」(Paul Kennerley, John David)                                                 |      |            | 3:55 |
| 5.  | 「Easy for You to Say」(Jack Wesley Routh, Randy Sharp)                                             |      |            | 3:21 |
| 6.  | 「Rollin' and Ramblin' (The Death of Hank Williams)」(Robin Williams, Linda Williams, Jerome Clark) |      |            | 3:27 |
| 7.  | 「Better Off Without You」(Marshall Chapman, Dennis Walker, Fontaine Brown)                         |      |            | 5:15 |
| 8.  | 「Never Be Anyone Else But You」(Baker Knight)                                                      |      |            | 2:20 |
| 9.  | 「Brand New Dance」(Paul Kennerley)                                                                 |      |            | 3:24 |
| 10. | 「Red Red Rose」(David Mallett)                                                                     |      |            | 3:56 |

## パーソネル
- リチャード・ベネット – アコースティック＆エレクトリックギター、ベース、マンドリン、タンバリン、プロデューサー、6弦ベース
- メアリー・ブラック – ハーモニー・ボーカル
- ブルース・ブートン – スチールギター
- マーシャル・チャップマン – ハーモニーボーカル
- キャシー・チアヴォーラ – ハーモニー・ボーカル
- チャールズ・コクラン – 弦楽編曲
- アイリス・ディメント – ハーモニーボーカル
- スチュアート・ダンカン – フィドル、マンドリン
- コニー・エリザー – ストリングス
- ピーター・ゴリッシュ – チェロ
- カール・ゴロデツキー – ストリングス
- ジム・グロジャン – ストリングス
- エミルー・ハリス – アコースティックギター、ボーカル、ハーモニーボーカル
- ジェームズ・ホリハン・ジュニア – スライドギター
- ロイ・M・”ジュニア”・ハスキー – ベース
- ジョン・ジャービス – ピアノ
- キーラン・ケイン – ハーモニーボーカル
- コスタス – ハーモニーボーカル
- リー・ラリソン – ストリングス
- クリス・ルージンガー – アコースティック＆エレクトリックギター
- ローラ・リプーマ – アートディレクション、デザイン
- クレア・リンチ – ハーモニーボーカル
- テッド・マドセン – ストリングス
- ケニー・マローン – 打楽器、ドラム
- ロバート・メイソン – ストリングス
- マーク・ミラー –　エンジニア、ミキシング
- デニス・モルチャン – ストリングス
- ローラ・モリノー – ストリングス
- メルバ・モンゴメリー – ハーモニーボーカル
- ピーター・ナッシュ – 写真
- ナッシュビル・ストリング・マシーン –ストリングス 、グループ
- リアム・オフリン – 口笛、ウイリアンパイプ
- ジェイミー・オハラ – ハーモニー・ボーカル
- ウェイランド・パットン – ハーモニーボーカル
- デイブ・ポメロイ – ベース
- デニー・パーセル – マスタリング
- アレン・レイノルズ – プロデューサー
- パメラ・シックスフィン – ストリングス
- ミルトン・スレッジ - 打楽器、ドラム
- ジョエル・ソニエ – トライアングル、フレンチアコーディオン
- デイビー・スピラン – 口笛、ウイルアンパイプ
- ハリー・スティンソン – ドラム
- ギャリー・タレント – ベース
- マーク・タナー – ストリングス
- バリー・タシアン – ハーモニー・ボーカル
- ゲイリー・ヴァンオスデール – ストリングス
- ピート・ワスナー – ピアノ
- クリスティン・ウィルキンソン – ストリングス
- ボビー・ウッド – オルガン、ピアノ、キーボード、エレクトリック・ピアノ
- グレン・ワーフ – ベース
- ボブ・レイ – ベース
- シンディ・レイノルズ・ワイアット – ハープ

## チャートでのパフォーマンス
| チャート（1990）                                   | 最高位 |
| -------------------------------------------------- | ------ |
| アメリカ合衆国 ビルボード トップカントリーアルバム | 45     |